# Beagle
|  | Per a altres significats, vegeu «Beagle (desambiguació)». |

El beagle és una raça de gos coniller menut, d'aspecte semblant al foxhound, tot i que força més petit. És originària d'Europa amb potes d'aspecte musculós, orelles llargues i pèl suau i curt. El nom que rep la raça té dos possibles orígens: d'una banda, es considera una derivació de la paraula cèltica beag, que significa petit; mentre que per una altra, se sosté que prové de la paraula francesa begueule, que significa boca oberta, potser en referència al fragorós clam que produïxen en el grup. Són beagles notables el gos Snoopy, protagonista de la sèrie de còmics Peanuts de Schultz i Gromit (animació en stop motion).

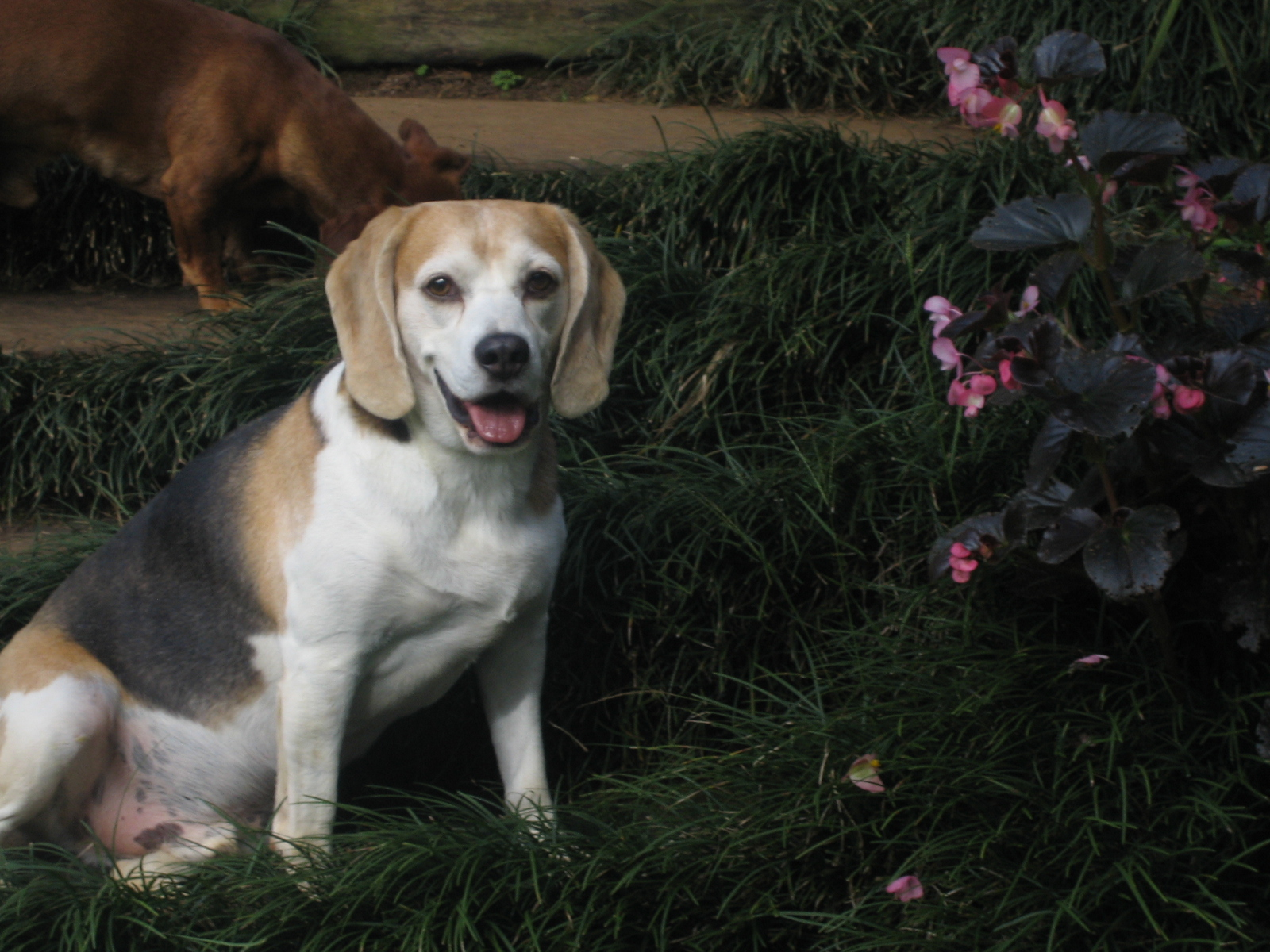
Beagle descansant.

Són conillers, criats per perseguir preses al camp, el que fa d'ells uns gossos energètics, independents, extravertits, i tossuts, no s'aturen en la seva obstinació a seguir un rastre. Acostumats a viure en gossades, estan genèticament predisposats per a la companyia, en cas de no obtenir-la d'altre gos. El major perill dels beagles és no obtenir la suficient estimulació, perquè en aquest cas s'entretindran ells mateixos, destrossant o mossegant coses. El gos beagle té un aspecte de tristesa que li dona un aspecte més aviat tendre, és un gran caçador de llebres, també és un gos tranquil i els seus udols són molt bonics i semblen com si fossin d'un llop. Malgrat això, és un gos tranquil que s'adapta a tota mena de vida i entorn, encara que quan és cadell és molt entremaliat. No són gossos agressius ni excessivament braus, encara que sí valerosos a l'hora de perseguir una peça durant la caça.
Una característica destacada per sobre de les altres és la seva esplèndida gana; un beagle podria passar menjant bona part del dia, el que podria portar problemes de pes si no es pren en compte aquest factor. En termes generals, els beagles adoren jugar, i són gossos feliços sempre que es comprengui la seva personalitat i forma de ser. Encara que tendeixen a ser poc demostratius d'afecte, no per això deixen de ser gossos afectuosos. Els beagles són gossos amistosos especialment amb els nois. És un excel·lent gos domèstic tant en el camp com en la ciutat. Els que viuen en la ciutat, solen estar alerta en tot moment.

## Etimologia
Segons l'Oxford English Dictionary, el primer esment del terme beagle a la literatura anglesa data de ca. 1475, al llibre Esquire of Low Degree. L'origen de la paraula és incert, encara que es creu que pot derivar del francès becguele o b'gueule, gola oberta (potser per les característiques del seu lladruc), o de l'anglès antic, francès o gaèlic beag, "petit". Altres autors indiquen com a origen el terme francès beugler, "bramar", "rugir", o el alemany begele, "reganyar", "reprendre".

## Història
Els orígens del beagle són confusos i remots. L'any 350 aC Xenofont ja descrivia uns gossos de tipus rastrejador (hound en anglès) que coincideixen en la majoria de detalls amb el beagle. Segons es creu, van ser els romans qui els van dur a Anglaterra com caçadors de conills i una vegada allí van ser creuats amb gossos de rastreig del lloc. Els Talbot Houndson són considerats els ancestres del southern hound, el beagle, i el foxhound. Entre el 1300 i el 1400 els beagles van arribar un elevat grau de popularitat entre els monarques britànics. Les gossades de beagle eren populars en gairebé totes les grans propietats campestres. Cap al 1400, els beagles ja s'havien estès per Gran Bretanya, Itàlia, Grècia i França augmentant així la seva popularitat. Sobre el 1700, existien dos tipus de sabuesos especialitzats en la caça del conill: el Southern Hound, i el més veloç North Country beagle. A causa del gran auge que estava experimentant la cacera de la guineu, els beagles anaven perdent terreny en favor dels foxhounds. Afortunadament per a l'existència del beagle, els grangers a Anglaterra, Irlanda i Gal·les van seguir mantenint gossades amb les quals sortien a caçar.
El reverend Phillip Honeywood criava la seva gossada d'Essex (Anglaterra) potenciant les seves habilitats caçadores sense importar-li l'aparença, mentre que el seu compatriota Thomas Johnson s'encarregà de criar línies de beagle que poguessin tant caçar com ser atractius. A Amèrica, no obstant això, el beagle va ser criat amb la finalitat de reduir la seva altura. Actualment, no és difícil trobar beagles d'una altura de només 25 o 30 centímetres a la creu. Durant tot aquest temps, el beagle era vist estrictament com un gos de caça, sent criat i ensinistrat exclusivament a tal efecte. No ha estat fins a més tard quan el beagle va començar a popularitzar-se per les seves qualitats com animal de companyia, tot i que sempre ha estat i estarà molt unit als caçadors.
Cap l'any 1887 l'amenaça d'extinció s'esvaïa: hi havia 18 criadors de beagles a Anglaterra. El 1890 es va crear el Club del Beagle (Beagle Club) i alhora es va confeccionar el primer estàndard. L'any següent es va formar l'Associació de Propietaris de Harriers i Beagles (Association of Masters of Harriers and Beagles). Ambdues organitzacions tenien com a objectiu promoure i defensar els interessos fonamentals de la raça, i tots dos volien produir un tipus estàndard de beagle. Cap a 1902 el nombre de criadors s'havia elevat a 44.

### Internacionalització
A principis de la dècada del 1870, els beagle donen el salt als Estats Units. Norman Elmore de Nova Jersey i el general Richard Rowet, d'Illinois van importar beagles anglesos d'excel·lent tipus i pedigrí, i van donar inici a la idea de dur registres dels aparellaments i ventrades per a un major control de la raça. Fins a aquest moment, el beagle anglès havia estat ensinistrat principalment per perseguir guineus, i havia estat criat per arribar a una altura de 37-42 centímetres des de la creu. Es creu que els beagles de Rowett van servir com a model per al primer estàndard americà, preparat per Rowett, L. H. Twadell i Norman Ellmore el 1887. El beagle va ser acceptat com una classe pel American Kennel Club (AKC) el 1884. Al llarg del segle xx aquesta raça s'ha estès per tot el món.

### Popularitat

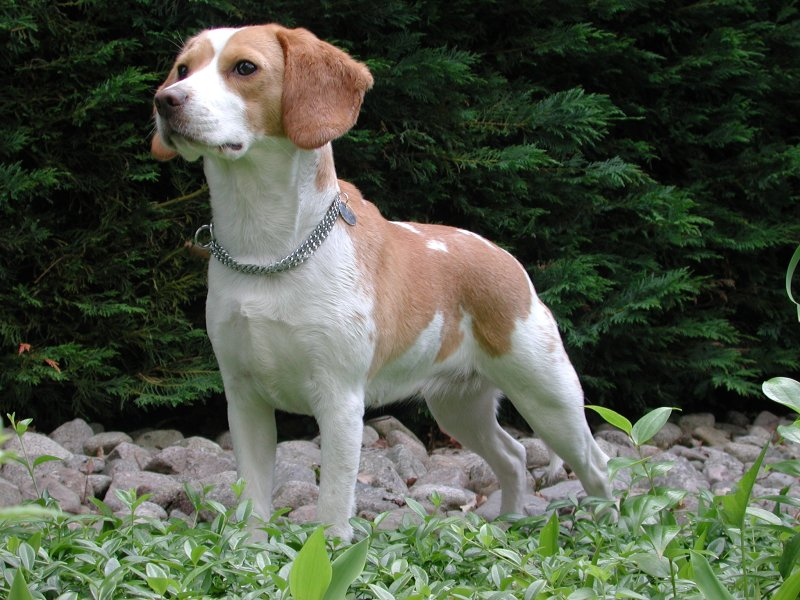
A principis del es va desenvolupar un atractiu tipus uniforme per a la raça.

Quan es va constituir, l'any 1889, l' Associació de Propietaris de Harriers i Beagles va posar en marxa una exhibició regular a Peterborough i el Club del Beagle al Regne Unit va muntar la seva primera exhibició el 1896. L'exposició regular de la raça va portar al desenvolupament d'un tipus uniforme, i el beagle va continuar augmentant el seu èxit fins a l'inici de la Primera Guerra Mundial, quan tots els espectacles van ser suspesos. Després de la guerra, la raça lluitava una altra vegada per la supervivència al Regne Unit: l'últim dels beagles de butxaca probablement va desaparèixer durant aquest temps, i els registres van caure fins al nivell més baix. Uns pocs criadors (especialment Reynalton Kennels) van aconseguir reanimar l'interès per aquest gos i a l'inici de la Segona Guerra Mundial la raça tornava a ser popular. Els registres van caure de nou després del final de la guerra, però es van recuperar gairebé immediatament.
Com gossos de raça, els beagles sempre han estat més populars als Estats Units i el Canadà que al seu país natal. El Club Nacional del Beagle d'Amèrica (National Beagle Club of America) va ser creat el 1888 i cap al 1901 un beagle ja havia guanyat un premi al «Millor exemplar de l'exposició» (Best in Show). Igual que al Regne Unit, l'activitat durant la Primera Guerra Mundial va ser mínima, però la raça va experimentar un renaixement molt més fort als Estats Units quan van cessar les hostilitats. El 1928 van guanyar diversos premis en l'exposició del Westminster Kennel Club i cap al 1939 un 'beagle' (Champion Meadowlark Draughtsman) va aconseguir el títol del màxim guardó del gos de cria americà de l'any. El 12 de febrer de 2008, un beagle, (K-Run's Park Me In First), va guanyar el premi Best in Show durant l'exhibició del Westminster Kennel Club per primera vegada en la història del concurs. A Amèrica del Nord, han estat de forma regular entre les deu races més populars durant més de trenta anys. Des de 1953 fins a 1959 el beagle va estar classificat en el primer lloc de la llista de races registrades del American Kennel Club; els anys 2000, 2005 i 2009 va estar situat al cinquè lloc de les aproximadament 160 races registrades, i el 2010 a la cambra. Encara que no tant com als Estats Units, al Regne Unit també són molt populars, i estaven situats als llocs 28è i 30è d'entre unes 200 races reconegudes a les classificacions de registres del Kennel Club dels anys 2005 i 2006, respectivament, però van pujar als llocs 20è i 18è els anys 2009 i 2010, respectivament.

## Descripció

### Aparença

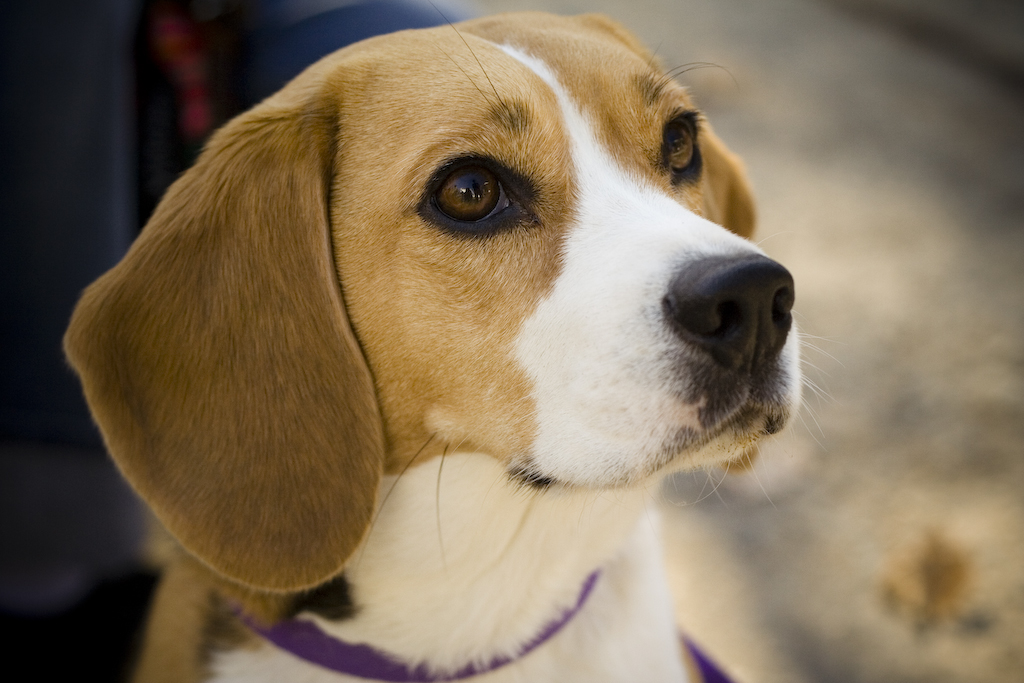
L'estàndard de The Kennel Club (Regne Unit) estableix que el beagle hauria de fer una impressió de robustesa però sense tosquedat o falta d'elegància.

El seu aspecte general és similar al d'un foxhound de mida petita, però el cap és més ample, el musell més curt, l'expressió completament diferent i les cames més curtes en relació amb el cos. Tenen una alçada d'entre 33 i 41 cm fins a la creu i pesen entre 8 i 16 kg; les femelles són en general lleugerament més petites que els mascles.
El cap és allargat i fort; a les femelles sol ser més estilitzat. El crani és llis, ample i amb una lleugera cresta occipital. El musell és de grandària mitjana i tallat en angle recte, amb la tòfona (nas) ampla, amb els orificis nasals amplis i generalment negra. Els ulls són de color marró fosc o avellana, força grans, no solen estar enfonsats a les òrbites ni tampoc són sobresurten. Les orelles són àmples i llargues, amb la punta arrodonida i arriben gairebé fins a la punta del nas si les estirem endavant; d'inserció baixa, la textura és suau i pengen a prop dels pòmuls. Tenen un coll fort i de longitud mitjana (prou llarg per a permetre que baixi el cap fins a terra fàcilment per poder seguir un rastre), lleugerament arquejat i amb poca papada. Té un pit ampli que s'estreny cap a un abdomen esmolat i arriba, a la part inferior, fins a sota dels colzes; costelles arquejades que s'estenen cap enrere, i el ventre no té un recolliment excessiu. La cua és robusta i no gaire llarga, ben coberta de pèl, especialment a la part inferior, i amb la punta blanca, cosa que permet que el gos pugui veure's fàcilment quan estan amb el cap baix seguint un rastre; la cua no es torça sobre la seva esquena, però se sosté dreta quan el gos es troba actiu.
El beagle té un cos musculós i una talla mitjana; és de constitució quadrada: la longitud des del pit fins a les cames és gairebé igual a l'alçada des del terra fins a la creu. El seu pelatge és llis, curt, dens i resistent als canvis climatològics bruscs. Les espatlles es troben tirades enrere i no gaire carregades; les potes tenen artells prominents, coixinets plantars resistents i ungles curtes; les davanteres són rectes i aplomades i les del darrere són musculoses i doblegades a l'articulació superior.

### Color

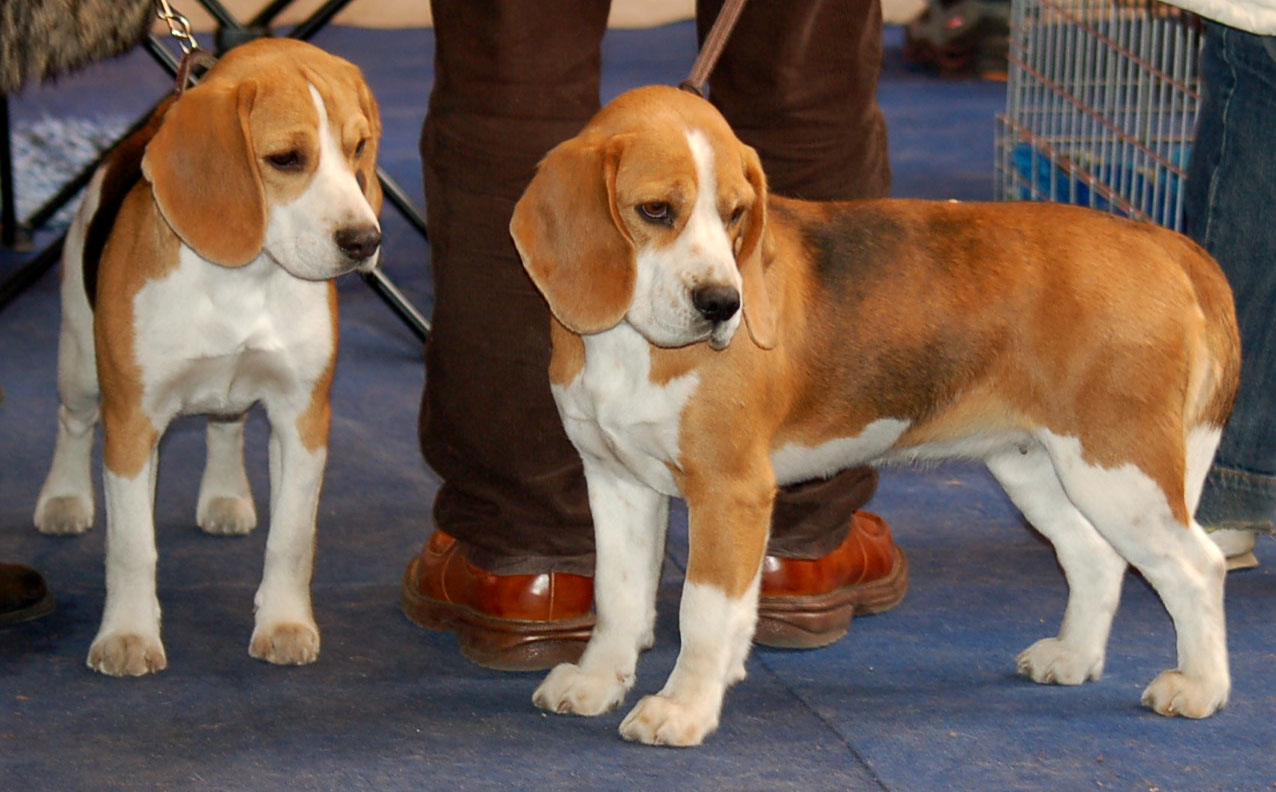
Parella de beagles amb pelatge tricolor descolorat en una exhibició a Polònia.

Aquesta raça es pot trobar amb una àmplia varietat de colors. Encara que la capa (color del pelatge) tricolor formada per una base de color blanc amb grans àrees negres i tons marró clar sigui la més comuna, els beagles es poden veure amb qualsevol color habitual en els sabuesos.
Les varietats tricolors les trobem en diversos tons, des de l'anomenat classic tri, amb un llom negre (també conegut com blackback), el dark tri, amb marques de marró suaus barrejades amb marques negres més prominents, fins al faded tri, amb febles taques negres barrejades amb marques castanyes més destacades. Alguns gossos presenten un patró tricolor trencat, de vegades conegut com a pied; aquesta varietat té un pelatge sobretot blanc amb pegats de pèl de color negre i marró. Els beagles tricolors neixen gairebé sempre negres i blancs. Les àrees blanques s'estableixen normalment a la vuitena setmana, i les àrees negres poden anar canviant cap al marró a mesura que el cadell madura i que pot trigar entre un i dos anys a desenvolupar-se plenament. Alguns canvien gradualment de color durant la seva vida i poden perdre les taques negres del tot.
Les varietats bicolors sempre tenen un color blanc com a base, amb àrees del segon color. Marró clar i blanc és la varietat bicolor més comuna, però hi ha una àmplia gamma d'altres colors com un marró molt clar, vermell, vermellós, taronja, gairebé marró, marró fosc i negre. Les varietats a taques o clapejades poden ser blanques o negres amb taques de colors diferents. Alguns beagles tricolors també tenen un clapejat de diversos colors a les seves àrees blanques.

### Olfacte
Al costat del Gos de Sant Hubert (bloodhound, en anglès), el beagle té un dels millors sentits de l'olfacte d'entre totes les races de gos. Als anys 1950, John Paul Scott i John Fuller van iniciar un estudi de tretze anys de durada sobre el comportament caní. Com a part d'aquesta investigació, van provar les capacitats olfactives de diverses races col·locant un ratolí en un camp de 4000 m² i cronometrant quant de temps trigava cada gos a trobar-lo. Els beagles ho van localitzar en menys d'un minut, mentre que els fox terriers van necessitar quinze minuts i els terriers escocesos no el van poder trobar. Són millors seguint un rastre per terra que olorant l'aire, per la qual cosa no s'inclouen en la major part dels equips de rescat de muntanya, on s'utilitzen fonamentalment collies, que usen la vista a més de l'olfacte de l'aire i són més dòcils. Les llargues orelles i llavis grans del beagle probablement ajuden a atrapar les olors a prop del nas.

### Lladruc
No són gossos especialment cridaners, solen bordar durant les caceres per avisar els caçadors que es troben sobre la presa. A més dels sons comuns a tots els gossos. Es caracteritzen per un udol típic de la raça, un 'cant' barreja de bordar i udolar. Generalment, emeten aquest so quan detecten una olor que crida la seva atenció. L'udol d'un beagle és més aviat fort a causa de la seva gran capacitat pulmonar, però no arriba a un to gaire greu.

## Varietats

### Varietats a la raça
La Federació Cinològica Internacional (FCI) reconeixen un sol tipus, amb una altura d'entre 13 i 16 polzades (33 i 41 cm).
De vegades es parla de varietats angleses i americanes, però no hi ha reconeixement oficial per part de cap Kennel Club (club de criadors) d'aquestes varietats. Tanmateix, s'ofereixen a la venda «beagles de butxaca», però l'herència genètica d'aquesta varietat s'ha extingit i, encara que The Kennel Club especifiqués inicialment un estàndard per a aquesta raça el 1901, aquesta varietat no està reconeguda actualment per cap club. Sovint els beagles de mida petita són el resultat d'una criança descurada o de nanisme.
Una varietat coneguda com a patch hounds (clapejats, a taques) va ser desenvolupada per Willet Randall i la seva família a partir de l'any 1896 expressament per a la seva especialització en la caça del conill. Els Randall remunten el seu llinatge a Field Champion Patch. Malgrat el seu nom, aquests gossos no són necessàriament a taques.

### Creuaments
En els anys 1850, Stonehenge recomanava l'encreuament de races de gossos entre el beagle i el terrier escocès com un gos cobrador. Considerava aquesta barreja de races com un bon treballador, silenciós i obedient, però que tenia l'inconvenient que era petit i amb prou feines podia carregar una llebre.
Més recentment la tendència apunta cap als «gossos de disseny», i un dels més populars és el puggle, encreuament entre beagle i pug ; menys excitable que un beagle i amb menys necessitat d'exercici, aquests gossos estan orientats als habitatges a les ciutats.

## Temperament

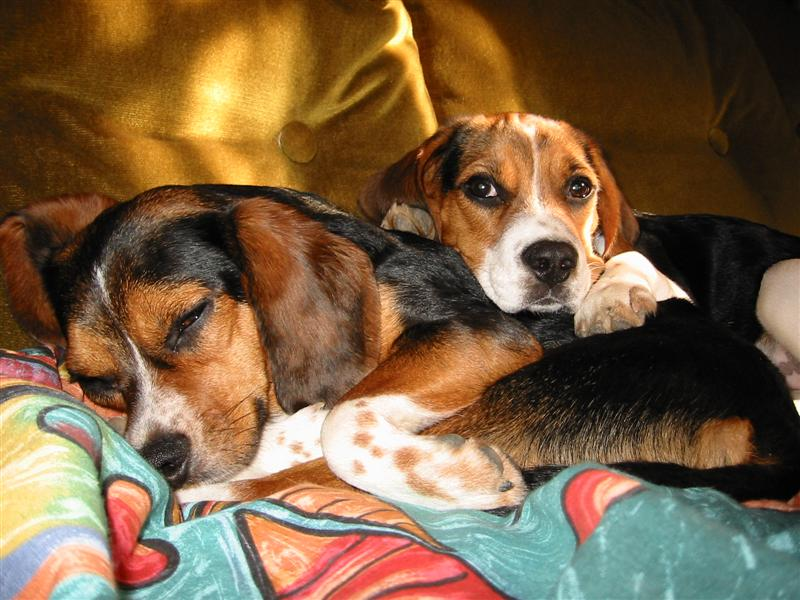
Els beagles també són feliços descansant, sense fer exercicis fins a l'esgotament.

És un gos plàcid, tant en el caràcter com en la disposició. Descrit en diversos estàndards de raça com a «alegre» ('merry'), són afectuosos i generalment no són agressius, però tampoc tímids. Gaudeixen de la companyia i encara que puguin mostrar-se inicialment freds amb els estranys, els accepten amb facilitat, cosa que en fa uns gossos guardians poc adequats, encara que la seva tendència a bordar o udolar quan albiren desconeguts els converteixi en possibles gossos de vigilància. En un estudi de l'any 1985, dirigit per Ben i Lynette Hart, van atorgar al beagle la posició d'excitabilitat més alta, juntament amb el Yorkshire terrier, el cairn terrier, el schnauzer miniatura, el West Highland White Terrier i el fox terrier.
Són intel·ligents, però, en ser una raça criada per a llargues persecucions, són decidits i resolts, cosa que els pot fer difícils d'entrenar. Són generalment obedients, però pot ser difícil fer-los retrocedir una vegada que han percebut un rastre, i poden distreure's amb facilitat per olors al seu voltant. En general, no es presenten a concursos d'obediència en exhibicions canines; mentre estan atents o en alerta, responen bé a l'entrenament mitjançant recompenses de menjar, i estan impacients per complaure, encara que es distreuen o avorreixen amb facilitat. Estan classificats en el lloc 72 al llibre 'The Intelligence of Dogs' (La intel·ligència dels gossos) de Stanley Coren, ja que Coren els situa en el grup amb el nivell més baix d'intel·ligència treball/obediència; tanmateix, aquesta escala no mesura la comprensió o assimilació, la independència o la creativitat.
Aquests gossos tenen un excel·lent comportament amb els nens, i potser aquest és un dels motius pels quals és un dels animals domèstics més populars a les famílies, però són animals de canilla i poden ser propensos a l'anomenada «ansietat per separació». No tots els beagles udolaran, però la majoria bordarà quan s'enfronti a situacions estranyes, i alguns donaran udols quan percebin el rastre d'una presa potencial. En general es comporten bé davant d'altres gossos. No són exigents quant a l'exercici; la seva resistència innata implica que no es cansen fàcilment quan fan exercici, però no s'han d'exercitar fins a l'esgotament abans de donar-los un descans, encara que l'exercici regular ajuda a evitar l'augment de pes a què aquesta raça és propensa.

## Salut

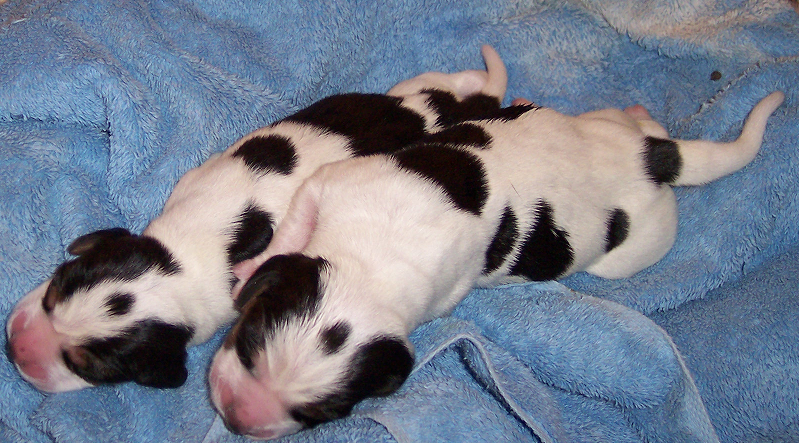
Cadells de beagle nounats.

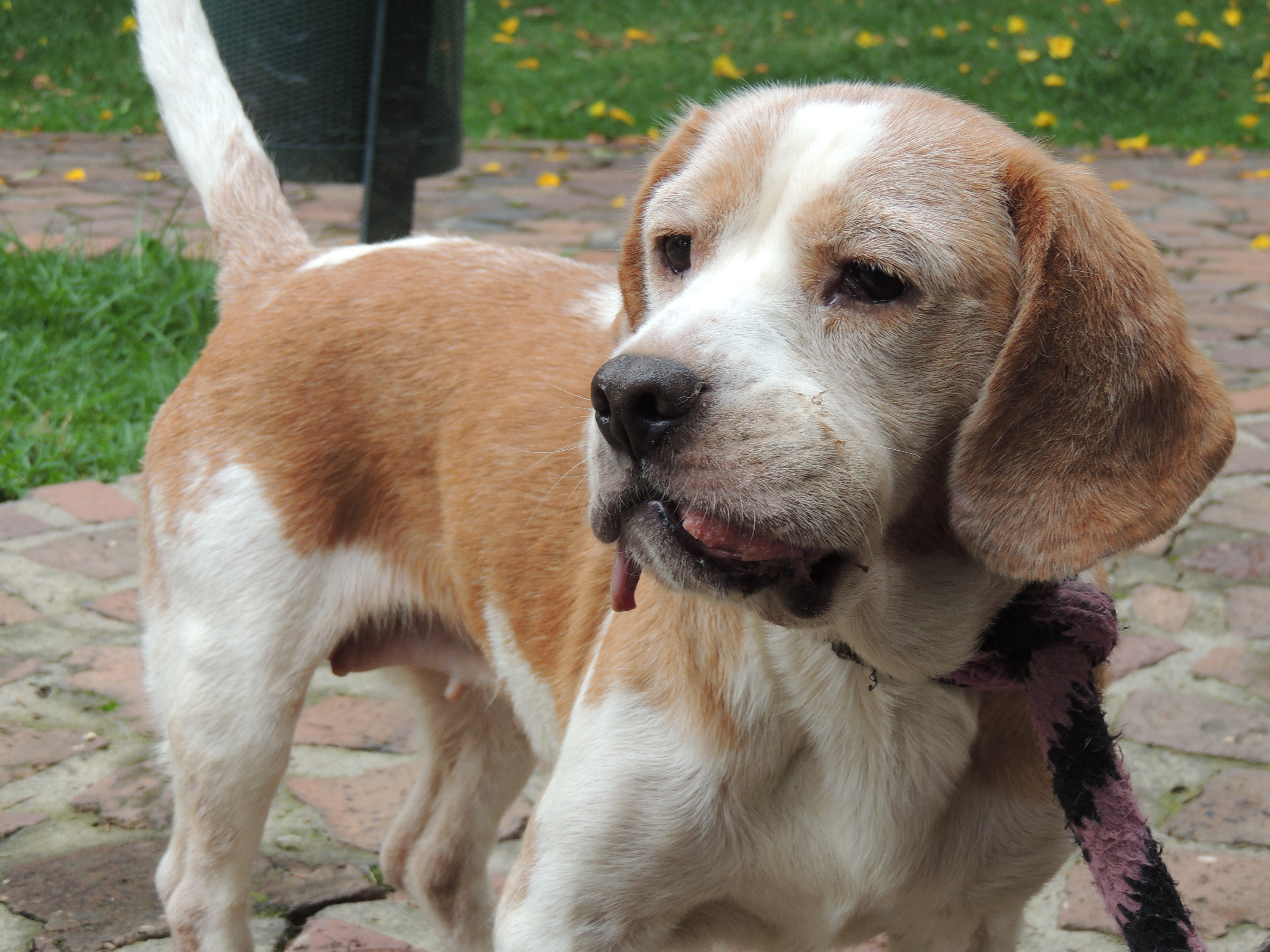
Beagle bicolor de 10 anys amb un tumor maxil·lar.

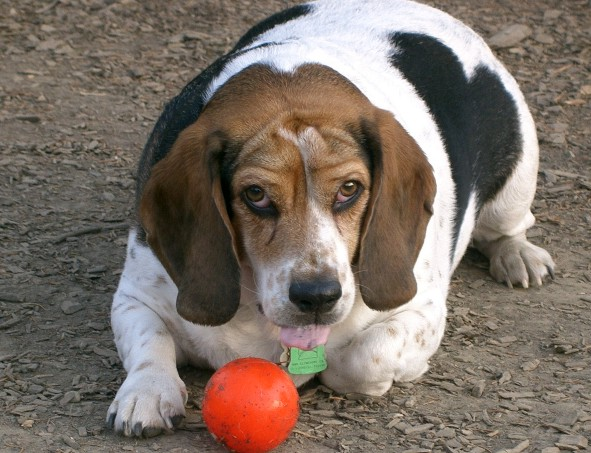
El sobrepès pot ser un problema en gossos vells o sedentaris, i pot comportar problemes de cor i d'articulacions.

La seva longevitat típica és entre deu i quinze anys, una esperança de vida habitual per als gossos de la seva talla.
Poden ser propensos a l'epilèpsia, però es pot controlar mitjançant medicació; també poden patir hipotiroïdisme i diversos tipus de nanisme. Hi ha dues malalties en concret que són particulars d'aquesta raça: l'anomenada "funny puppy" (cadell graciós), en què el cadell creix de forma lenta i es desenvolupa amb cames febles i l'esquena torta i, encara que normalment estigui sa, és propens a diverses malalties; i la displàsia de maluc, comú en harriers i en algunes races més grans, però que rarament es considera un problema en els beagles. Per les seves potes curtes, que fan que en caminar es balancegin més que els gossos de potes llargues, són considerats una raça condrodistròfica, i són propensos a diversos tipus d'afeccions dels discos intervertebrals.
En casos rars, poden desenvolupar artritis poligènica, una inflamació de les articulacions provocada per una disfunció del sistema immunitari, fins i tot quan són joves. Els símptomes poden alleujar-se de vegades amb tractaments a base d'esteroides.
Les seves orelles caigudes, llargues i àmplies poden fer que el canal auricular no s'airegi prou o que retinguin aire humit, cosa que pot comportar infeccions d'oïda. També poden patir diversos problemes als ulls; dues afeccions oculars comunes en els beagles són el glaucoma i la distròfia corneal. També poden patir l'anomenat ull cirera , un prolapse de la membrana nictitant canina, o distiquiasi, una situació en què les pestanyes neixen fora de la línia habitual i poden irritar l'ull; ambdues malalties poden ser corregides mitjançant cirurgia; també poden patir diversos tipus d'atròfia retinal. Un error del sistema de drenatge nasolacrimal pot causar sequedat a l'ull l'aparició de llàgrimes a la cara.
En la seva condició de gossos de camp són propensos a ferides menors, com a talls i esquinços i, si es mantenen inactius, l'obesitat es converteix en un problema comú, ja que ells menjaran sempre que tinguin menjar disponible i hauran de ser els seus amos els encarregats de regular el seu pes. Quan treballen o corren en llibertat al camp poden ser infestats per ectoparàsits com puces, pitarres o àcars de la collita i per endoparàsits com els cestodes; també se'ls poden introduir als ulls, orelles o potes llavors d'herbes i sembrats i produir-los irritacions.

### Especificacions de la criança
La raça beagle és considerada com a fàcil de criar. A França, l'abundant població de "beagles" facilita l'elecció dels reproductors i augmenta les possibilitats de trobar un bon fecundador. Des dels anys 70, és comú importar reproductors generalment del Regne Unit, però també del Canadà i Europa de l'est. Espanya, Itàlia i Grècia importen individus francesos. La consanguinitat és poc utilitzada entre els criadors. A França, la directriu de la criança és obtenir un exemplar bo i bonic, és a dir, que no hi ha una línia específica per al treball (la caça) i una altra per a la bellesa. Els criadors creuen que els millors individus són capaços d'oferir un alt rendiment tant en una cacera com en un concurs de bellesa, per la qual cosa un gos no pot ser campió en un d'aquests concursos si abans no ha aconseguit el qualificatiu de molt bo a la feina. Les característiques morfològiques que cal vigilar són la línia de l'esquena, que ha d'estar ben recta, la qualitat de les peülles i els cabells i el color dels ulls.

## Com a gos de treball

### Caça

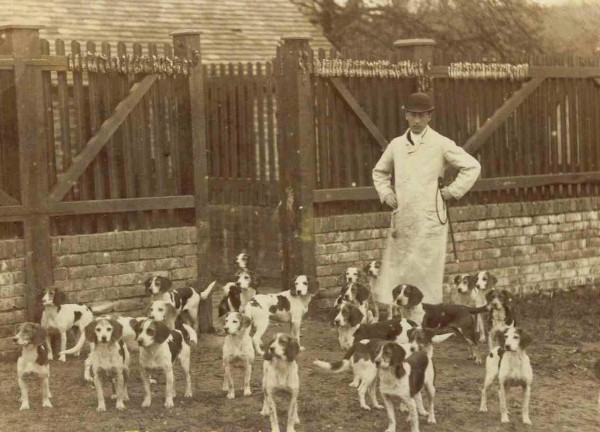
Caynsham Foot Beagles (c. 1885).

Els beagles van ser desenvolupats principalment per a caçar llebres i conills. Van ser considerats com a companys de caça ideals per a les persones d'edat que podrien seguir-los a cavall sense esforç, per a caçadors joves que podrien mantenir-se al costat d'ells en ponis, i per a caçadors més pobres que no es podien permetre mantenir una quadra de bons cavalls de caça.
Abans de l'arribada de la moda de la caça de la guineu al segle xix, la caça era un esdeveniment per a tot el dia que consistia fonamentalment en la persecució, més que en la mort de l'animal perseguit. En aquest context el petit beagle s'adaptava bé a la llebre i, a diferència de gossos com els harriers, no acabaven ràpidament la caça, però a causa de la seva resistència i la seva excel·lent habilitat per rastrejar mitjançant l'olfacte eren una garantia per capturar finalment la llebre. Les canilles de beagles corrien amb tots els gossos molt junts («tan a prop que podrien cobrir-se amb un full») el que era útil en una caça de llarga durada, ja que impedia als gossos extraviats ofuscar el rastre, també se'ls preferia durant la caça del faisà per actuar entre la malesa espessa, en lloc de gossos com els spaniel.
Amb la introducció de la moda de caceres més ràpides, el beagle va caure en desús com a caçador de llebres, malgrat que encara s'utilitzava per a la caça del conill. A Anecdotes of Dogs (1846), l'escriptor d'història natural Edward Jesse diu: 
| « | In rabbit-shooting, in gorse and thick cover, nothing can be more cheerful than the beagle; and they have been carrer rabbit-beagles from this employment, for which they és peculiarly qualified, especialment those dogs which are somewhat wire-haired. | En la caça del conill, entre vegetació espessa, res no pot ser més alegre que el beagle; i els han anomenat beagles del conill per aquest treball, per al qual estan particularment qualificats, sobretot aquells gossos que són una mica hirsuts. | » |

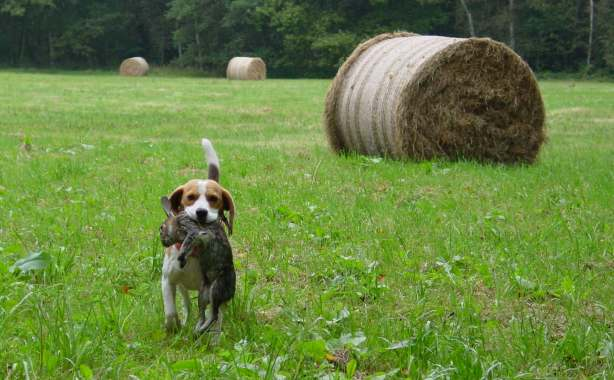
El beagle ha estat emprat per a la caça del conill des dels primers temps del desenvolupament de la raça.

Als Estats Units sembla que han estat usats per caçar conills des de les primeres importacions. La caça de llebres amb aquests gossos es va fer popular de nou a Gran Bretanya a mitjan segle XIX i va seguir fins que es va fer il·legal a Escòcia per la Llei de Protecció de Mamífers Salvatges de 2002 i a Anglaterra i País de Gal·les per la Llei de Caça de 2004. Segons aquesta legislació els beagles encara poden perseguir conills amb el permís del terratinent. L'anomenada caça al rastre ('drag hunting' en anglès) és popular on la caça ja no està permesa o entre els amos que no desitgen participar en esports de sang, però que desitgen exercir les habilitats innates del seu gos.
La canilla tradicional consisteix en fins a 70 beagles, dirigits per un caçador que dirigeix el grup i que és assistit per un nombre variable d'assotadors, el treball dels quals és tornar als sabedors que s'extravien al grup. El mestre de caça està al càrrec de la custòdia del grup cada dia, i pot o no prendre el paper del caçador durant el dia de la caça. Poden ser emprats individualment o subjectes amb uns tirants (en parella).
Al Regne Unit es va considerar la cacera de llebres amb beagles com a ideal per a joves, i moltes escoles privades britàniques van mantenir tradicionalment gossades de beagles. L'any 1902 es van iniciar protestes contra l'ús d'aquests gossos per a la caça al Col·legi Eton, tot i que encara s'utilitzen en l'actualitat, i una gossada del Wye College a Kent (actualment tancat i integrat a l'Imperial College London) va ser robada pel Front d'Alliberament Animal l'any 2001. Canilles escolars i universitàries encara es mantenen a Eton,Marlborough College, Wye, Radley, la Royal Agricultural College of Cirencester i el Christ Church College (Oxford).
També s'han fet servir per caçar altres animals com la llebre americana, el conill cola de cotó, aus de caça, el cabirol, el cérvol comú, el linx vermell, el coiot, el senglar, la guineu, o fins i tot a la caça de l'ermini.
 En la major part d'aquests casos es fa servir per aixecar les peces per al caçador.

### Gos de detecció

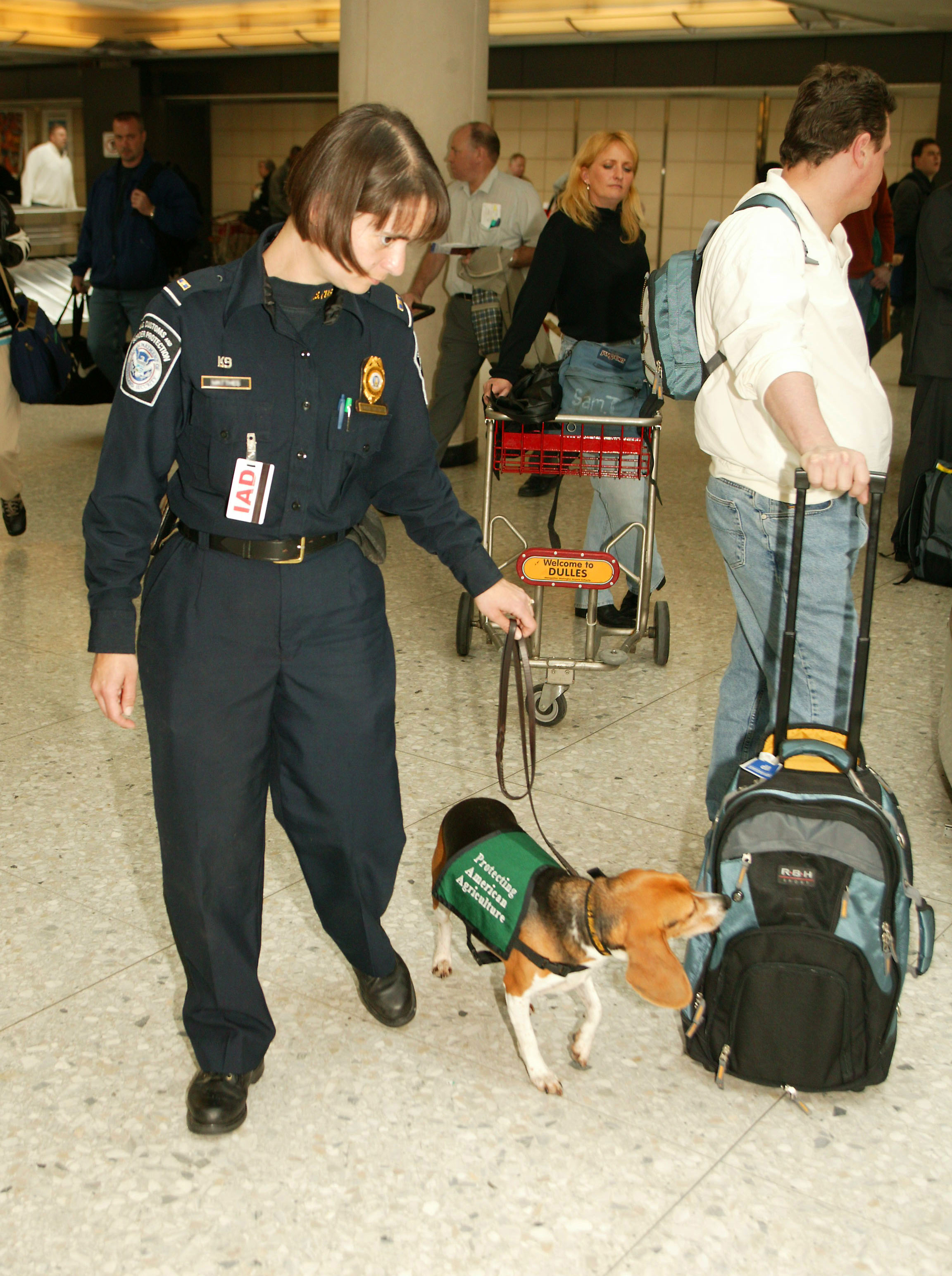
Pel seu gran olfacte, aquests gossos són utilitzats per l'Oficina de Duanes i Protecció Fronterera dels Estats Units.

S'utilitzen com a gossos de detecció d'importacions agrícoles prohibides i productes alimentaris en quarantena a la «Beagle Brigade» del Servei d'Inspecció Sanitària d'Animals i Plantes del Departament d'Agricultura dels Estats Units; aquests gossos s'utilitzen per descobrir aliments als equipatges de viatgers als Estats Units. Després de la realització de diverses proves, a més de pel seu olfacte es va triar aquests gossos per ser relativament petits i per no intimidar les persones que se senten incòmodes quan se'ls acosten gossos, per ser intel·ligents i per treballar bé amb el sistema de recompenses. També es fan servir per a aquest fi pel Ministeri d'Agricultura i Silvicultura de Nova Zelanda, el Servei de Quarantena i Inspecció d'Austràlia, i en països com Canadà, Japó i la República Popular Xina. Per a la detecció d'explosius s'utilitzen generalment les varietats més grans, ja que per a aquesta tasca sovint cal pujar a grans cintes transportadores d'equipatge, una tasca poc adequada per als gossos més petits.

### Altres funcions
Encara que desenvolupat des dels seus orígens per a la caça, són una raça versàtil i avui dia es fan servir per a altres papers com detecció, cerca i rescat, teràpia i com a animals domèstics familiars. A Austràlia s'usen com a gossos per a la localització de tèrmits, i se'ls esmenta com a possibles candidats per a la detecció de drogues i explosius. Per la seva naturalesa plàcida i no imponent, també s'utilitzen amb freqüència a la zooteràpia, visitant malalts i ancians a hospitals. El juny del 2006, un beagle entrenat per a l'assistència va guanyar un premi per haver salvat la vida del seu amo després d'utilitzar el telèfon mòbil per marcar el nombre d'emergències, cosa que va alertar els serveis mèdics. Després del terratrèmol d'Haití de 2010, un beagle del departament de gossos de cerca i rescat d'un esquadró de rescat colombià, va localitzar l'amo d'un hotel que posteriorment va ser rescatat després de passar cent hores sepultat sota enderrocs.

### Experimentació i investigació mèdica
Els beagles són la raça de gos que més s'utilitza al Regne Unit en el camp de l'experimentació amb animals, a causa de la seva talla i la seva naturalesa passiva. De les 7595 proves realitzades amb gossos en aquest país el 2006 i les 5923 realitzades el 2009, 7402 i 5864 respectivament (més del 97%) van ser amb beagles. La Llei de Procediments Científics amb Animals britànica de 1986 va atorgar un estatus especial a primats, èquids, gats i gossos, i l'any 2005 el Comitè de Procediments amb Animals (establert per la Llei de 1986) va dictaminar que eren preferibles les proves amb ratolins, encara que això impliqués la utilització d'un nombre més gran d'animals. Encara que els beagles van ser els més utilitzats, el 2005 els gossos van estar implicats en menys del 0,3% del total dels experiments realitzats amb animals en el Regne Unit. La major part d'aquests gossos són criats expressament amb aquest objectiu per companyies com Harlan; aquestes companyies que crien animals per a la investigació han d'estar prèviament autoritzades d'acord amb la Llei de Procediments Científics amb Animals de 1986.
Les proves de productes cosmètics amb animals estan prohibides als estats membres de la Unió Europea, encara que França va protestar per la prohibició i va fer esforços per revocar-la. Encara que als Estats Units estan permeses, no són obligatòries per garantir la seguretat d'un producte cosmètic si aquesta es pot determinar per altres mètodes, i l'espècie subjecte de l'experimentació no està restringida per l'Administració d'Aliments i Medicaments nord-americà (FDA).
En les proves de toxicitat d'additius alimentaris, contaminants d'aliments i alguns medicaments i productes químics, la FDA utilitza beagles i porcs nans com a substituts per a les proves directes en humans.
Alguns grups contraris a la vivisecció van informar sobre el possible abús amb animals a les instal·lacions on es realitzen els experiments. El 1997, les imatges filmades en secret per un periodista freelance a la Huntingdon Life Sciences al Regne Unit, mostraven imatges de crueltat amb els gossos per part d'alguns empleats del laboratori; després de l'emissió d'aquestes imatges en un canal de televisió, els empleats van ser suspesos i posteriorment arrestats i processats. Consort Kennels, una empresa britànica dedicada a la cria de beagles per a la seva utilització en experiments, va ser tancada després de la pressió per part de grups pro drets dels animals.
També s'utilitzen en altres camps de recerca, com ara la investigació biològica primària, la medicina humana aplicada, la medicina veterinària aplicada, i la protecció de l'home, animals o l'ambient.
Als Estats Units, d'acord amb el Servei d'Inspecció de Salut d'Animals i Plantes del Departament d'Agricultura (que no específica les races de gos utilitzades, encara que els beagles figuren sovint en els treballs d'investigació publicats), el nombre de proves realitzades cada any amb gossos va disminuir en dues terceres parts, i va passar de 195157 l'any 1972 a 64 932 el 2004. A Japó les lleis sobre experimentació amb animals no requereixen informar sobre el tipus o nombre d'animals utilitzats, i a França la proporció d'inspectors de proves d'instal·lacions suggereix que l'àmbit regulador és essencialment de confiança.

## A la cultura popular
Els beagles han aparegut en una gran varietat de mitjans de comunicació. Ja existeixen referències a aquests gossos fins i tot abans del segle XIX en obres d'escriptors com William Shakespeare, John Webster, John Dryden, Thomas Tickell, Henry Fielding o William Cowper, i en la traducció d'Alexander Pope de la Ilíada de Homer. Apareixen a tires de premsa i dibuixos animats a partir dels anys 1950, com el popular personatge de  Peanuts Snoopy (al qual se cita com «el beagle més famós del món»), els Beagle Boys de Disney, o Beegle Beagle, l'inseparable company de Grape Ape de Hanna-Barbera.
També han aparegut en nombroses pel·lícules, algunes amb un paper protagonista, com a Com gats i gossos i la seva seqüela Com gats i gossos 2: La venjança de Kitty Galore, i en la sèrie animada Underdog, o en els llargmetratges de l'adaptació al cinema de la novel·la de Phyllis Reynolds Naylor Shiloh, i apareixen en papers secundaris en pel·lícules com Audition, The Monster Squad o The Royal Tenenbaums, i o en sèries televisives com Star Trek: Enterprise, EastEnders  o The Wonder Years, entre d'altres.
L'expresident nord-americà Lyndon B. Johnson tenia diversos beagles i va provocar una clamorosa protesta quan va agafar un d'ells per les orelles durant una presentació oficial als jardins de la Casa Blanca. El vaixell en què el llavors jove naturalista Charles Darwin va realitzar el viatge que li va proporcionar la major part de la inspiració per a la seva L'origen de les espècies es deia HMS Beagle per aquesta raça, la qual també va prestar el seu nom a la sonda espacial britànica Beagle 2.